# René Waleff
René Waleff (* 30. November 1874 in Genf, Schweiz; † 31. März 1961 in Jouarre) war ein französischer Ruderer.

## Biografie
René Waleff startete bei den Olympischen Sommerspielen 1900 in Paris zusammen mit Lucien Martinet im Zweier mit Steuermann. Die beiden belegten den zweiten Rang, wer als Steuermann fungierte, ist unbekannt. Auch im Vierer mit Steuermann und im Achter nahm Waleff teil, konnte jedoch keine Medaille gewinnen. Ein paar Wochen später wurden Waleff und Martinet, ebenfalls in Paris, Europameister im Zweier mit Steuermann. Auch hier ist der Steuermann nicht bekannt.